# Preah Palilay
Preah Palilay – jedna ze świątyń kompleksu Angkor wpisanych wspólnie na listę światowego dziedzictwa UNESCO, ustanowionej na mocy Konwencji w sprawie ochrony światowego dziedzictwa kulturowego i naturalnego, przyjętej przez UNESCO w 1992 roku na 16 sesji w Santa Fe, Stany Zjednoczone Ameryki 7-14 grudnia. 
Preah Palilay jest świątynią buddyjską znajdującą się wewnątrz Angkor Thom około 200 m na północ od pałacu królewskiego. Obecnie teren świątyni zarośnięty jest dżunglą i bezpośrednio na jej tarasach rosną potężne drzewa. Data budowy nie jest dokładnie określona. Szacuje się ją na XIII–XIV wiek prawdopodobnie za panowania Dżajawarmana VII lub jego następcy. Świątynia została oczyszczona w latach 1918–1919 przez Henriego Marchala, a gopura oczyszczona i odnowiona przez Maurice Glaize w latach 1937–1938
Uważana jest za przykład świątyni góry w Angkor będącej symbolicznym przedstawieniem góry Meru. Świątynia ma wymiary 50 na 50 m, otoczona była pojedynczym murem z lateritu, tylko z jedną gopurą od wschodu. 
Sanktuarium, które zbudowane jest z piaskowca, usadowione jest na trzystopniowym podeście o wysokości 6 m. Jego centralna komora ma kształt kwadratu o boku 5 m, ma cztery wejścia każde z przedsionkiem. Pozostałości zdobień wskazują na to, że sanktuarium jest z połowy XIII wieku i jest starsze od gopury. Sanktuarium zwieńczone jest wysoką, częściowo zawaloną, wieżą kamienną, w kształcie zwężającego się komina. Wieża ta prawdopodobnie została dobudowana później niż samo sanktuarium. Kamienne schody o długości 33 metrów prowadzą z gopudy na górny taras świątyni.